# Tacomango, Minatitlán
Tacomango är en ort i Mexiko.   Den ligger i kommunen Minatitlán och delstaten Veracruz, i den sydöstra delen av landet, 500 km öster om huvudstaden Mexico City. Tacomango ligger 28 meter över havet och antalet invånare är 128.
Terrängen runt Tacomango är mycket platt. Runt Tacomango är det ganska glesbefolkat, med 29 invånare per kvadratkilometer. Närmaste större samhälle är Minatitlán, 10,1 km norr om Tacomango. Omgivningarna runt Tacomango är en mosaik av jordbruksmark och naturlig växtlighet.